# Lac de Longemer
Lac de Longemer je jezero blizu Xonrupt-Longemera, u departmanu Vosges, Francuska. Na nadmorskoj visini od 736 m, njegova površina je 0.76 km2.

## Vanjske poveznice
|  | Zajednički poslužitelj ima još gradiva o temi Lac de Longemer |